# Mocadorà
La mocadorà (de la pronunciación en valenciano de mocadorada, IPA:[mokaðoˈɾa] o [mokaoˈɾa], que significa literalmente "pañuelada") es una celebración popular de la ciudad de Valencia y circundantes, que tiene lugar el Día de la Comunidad Valenciana (9 de octubre), que asimismo es el día de San Dionisio (en valenciano, Sant Donís), patrón de los enamorados valencianos.
La tradición consiste en que los hombres regalen a las mujeres un pañuelo (mocador en valenciano) en el que hay envueltos dulces hechos con mazapán de distintas formas y colores que representan frutas y hortalizas de la Huerta de Valencia.

## Historia
La conmemoración de la entrada de Jaime I el Conquistador en la ciudad en 1238, tras el sitio de Valencia de las tropas cristianas ayudadas con comida camuflada entre las ropas que las mujeres salían a lavar, comenzó probablemente con el primer centenario del acontecimiento (en 1338) y, poco a poco, se fue convirtiendo en una fiesta anual. La víspera de la fiesta y durante todo el día de San Dionisio se lanzaban cohetes (según las crónicas, hubo un año en el que se llegaron a lanzar 13 000 cohetes desde la terraza del Palacio de la Generalidad). Era una fiesta muy ruidosa y fresca para las autoridades de la época que veían con recelo como los placeres carnales también se hacían patentes.
La tradición de la mocadorada se remonta al siglo XVIII, cuando tras la Guerra de Sucesión y la victoria del borbón Felipe V, los Decretos de Nueva Planta prohibieron, entre otras cosas, la conmemoración de la entrada de Jaime I en Valencia y la consiguiente fundación del Reino de Valencia. Como respuesta a la prohibición borbónica, el gremio de confiteros de la ciudad de Valencia decidió hacer dulces con forma de los petardos prohibidos, iniciando así una costumbre que se ha mantenido hasta la actualidad. Por su forma fálica o redonda recordaban los órganos sexuales masculinos y femeninos. Son los llamados piuleta i tronador (nomenclatura que también tiene una connotación sexual muy presente). Piula o piuleta (petardo pequeño en español) es, también, una forma vulgar de nombrar al pene en valenciano (sobre todo si es pequeño); el tronador, es un petardo más grande muy ruidoso (trueno en lenguaje pirotécnico castellano), también tiene forma fálica.
Junto con la piuleta y el tronador también se fabricaban pequeñas frutas y hortalizas (o tarta de queso), que según la creencia popular hacían referencia tanto a la fertilidad de la Huerta de Valencia, como a las hortalizas que los moros regalaron a la reina Doña Violante de Hungría (esposa de Jaime I).
Ya desde los comienzos, los dulces iban envueltos en un pañuelo (mocador en valenciano) y todo junto, dulces y pañuelo, constituía el regalo para la mujer amada. Poco a poco, el pañuelo dio nombre a la festividad.
Por esta tradición, muchos valencianos consideran el 9 de octubre como el día de los enamorados (su San Valentín particular). También es tradición que las mujeres conserven todos los pañuelos que su pareja les regala año tras año desde que comenzaran a salir (son una prueba de amor y como tal son conservados).

## El primer manuscrito de la "mocadorà"
El investigador valenciano, Luis Ramírez descubrió este documento, mientras estudiaba los manuscritos que conserva la Colección Espínola, dueña de este histórico texto. Este es el primer documento que relata esta tradición y demuestra que había familias que celebraban esta costumbre más a menudo, no sólo cada cien años que era lo que se pensaba hasta ahora. Las familias que tenían cierto nivel económico podían permitirse comprar los clásicos dulces, ya que por su precio no estaban al alcance de la mayoría; lo normal era que comieran gachas que es a lo que podían acceder en aquel momento.
De hecho, la conocida tradición bajo el nombre del pañuelo de tomar estos dulces con forma de instrumentos pirotécnicos, como son la piuleta o el tronador, surgió unos pocos años antes de la fecha del manuscrito, en 1738, cuando se prohibió disparar pólvora en el quinto centenario del 9 de octubre y los pasteleros decidieron, con gran picardía, hacer para la celebración estos dulces que recordaban a los objetos prohibidos. El resto de formas y figuras elaborados con mazapán, no son más que una derivación de aquellos primeros dulces.
En el manuscrito, en un lunes 9 de octubre de 1747, se puede leer cómo un ciudadano valenciano llamado Ignacio Gilabert relata que una familia compra en una de las reposterías de la ciudad, 'Casa Almella Cerezo', «más de 8 libras de turrones tanto de azúcar como de canela», así como otro tipo de dulces, que le costó a la familia que hizo la compra «una libra valenciana y 5 sueldos», un gasto importante que no sólo quedó restringido a las familias acomodadas del siglo XVIII, sino que se fue extendiendo a las demás capas sociales. Estos dulces fueron comprados para celebrar San Dionisio y la tradicional fiesta conocida como el día de la mocadora.